# Нитра (район)
Район Нитра (словац. Okres Nitra) — район Словакии. Находится в Нитранском крае. Самый населённый район Словакии.

## Население
| Год:        | 1994    | 2004    | 2014    | 2024    |
| ----------- | ------- | ------- | ------- | ------- |
| Broj ljudi: | 162 491 | 163 764 | 160 241 | 164 577 |
| Разница:    |         | +0,78 % | −2,15 % | +2,70 % |

### Статистические данные (2001)
Национальный состав:
- Словаки — 91,1 %
- Венгры — 6,7 %
- Чехи — 0,7 %

Конфессиональный состав:
- Католики — 82,3 %
- Лютеране — 2,3 %